# Фоменко, Дмитрий Иванович
Дмитрий Иванович Фоменко (1928—1981) — дояр совхоза «Дружба» Сватовского района Луганской области. Герой Социалистического Труда (1966).

## Биография
Родился 15 сентября 1928 года в селе Кринички Купянского района Харьковской области. Работал на железнодорожной станции Купянск.
В 1956 году переехал в город Новодружевск. В 1961 году переехал в город Сватово Луганской области и поступил на работу скотником в отделение 1 совхоза «Дружба» города Сватово.
Фоменко Д. И. перешёл работать дояром и набрал группу из 50 коров. Постепенно увеличил свою группу коров до 100—120 голов, при этом надой довёл до 3 тысяч кг молока от коровы. 22 марта 1966 года за выдающиеся успехи, достигнутые в развитии животноводства, увеличении производства и заготовке мяса, молока, яиц, шерсти и другой продукции сельского хозяйства Фоменко Дмитрию Ивановичу присвоено звание Героя Социалистического Труда с вручением ордена Ленина и Золотой медали «Серп и Молот».
16 января 1981 года трагически погиб.